# Ulsan
Ulsan (kor. 울산광역시, Metropolia Ulsan) – miasto na prawach metropolii w południowo-wschodniej części Korei Południowej. Położone jest nad brzegiem Morza Wschodniego (Morze Japońskie), 70 km na północ od Pusan.
Znajduje się tu Uniwersytet Ulsan.

## Podział administracyjny
Ulsan podzielony jest na 4 dzielnice (kor. gu) i 1 powiat (kor. gun).
- Buk-gu (북구; 北區)
- Dong-gu (동구; 東區)
- Jung-gu (중구; 中區)
- Nam-gu (남구; 南區)
- Ulju-gun (울주군; 蔚州郡)

## Gospodarka
Miasto jest sercem narodowej strefy przemysłowej zwanej Obszar przemysłowy Ulsan, w którym siedzibę ma m.in. międzynarodowy koncern Hyundai. Do 1962 roku Ulsan był portem rybackim. W trakcie realizacji pięcioletniego planu ekonomicznego w Korei Południowej został przemianowany na port handlowy, przeładunkowy. W tym samym roku włączono do metropolii port Pangojin.

## Sport
W mieście siedzibę ma klub piłkarski koreańskiej pierwszej ligi K-League Ulsan Hyundai Horang-i.
W mieście znajduje się także hala sportowa Dongcheon Arena.

### Klasztory buddyjskie
- Seognam sa

## Miasta partnerskie
- Japonia: Hagi (1968)
- Tajwan: Hualian (1981)
- Stany Zjednoczone: Portland (1987)
- ChRL: Changchun (1994)
- Turcja: Izmir (2002)
- Brazylia: Santos (2002)
- Wietnam: Prowincja Khánh Hòa (2002)
- Rosja: Tomsk (2003)
- Japonia: Kumamoto (2010)